# Pseudochazara schakuhensis
Pseudochazara schakuhensis is een vlinder uit de familie van de Nymphalidae, uit de onderfamilie van de Satyrinae. De soort is voor het eerst wetenschappelijk beschreven door Otto Staudinger in een publicatie uit 1881.

## Verspreiding
De soort komt voor in Iran.

## Ondersoorten
- Pseudochazara schakuhensis schakuhensis (Staudinger, 1881)
  - = Satyrus mamurra var. brandti Holik, 1949
  - = Pseudochazara schakuhensis brandti  (Holik, 1949)
- Pseudochazara schakuhensis chansara Skala, Schurian & ten Hagen, 2001